# Forn Siðr – Asa- og Vanetrosamfundet i Danmark
Forn Siðr – Asa- og Vanetrosamfundet i Danmark („Forn Siðr – Asen- und Vanenglaubensgemeinschaft in Dänemark“) ist eine neuheidnische Gemeinschaft zur Verehrung der Götter und Mächte der nordischen Überlieferung. Forn Siðr (auch Dänisch den forne sæd) bedeutet „der alte Brauch“ oder „die alte Sitte“ (wörtlich „die firne Sitte“).

## Geschichte
Forn Siðr - Asa- og Vanetrosamfundet i Danmark wurde offiziell am 15. November 1997 gegründet, und am 6. November 2003 wurde die staatliche Anerkennung vom dänischen Kirchenministerium nach drei Jahren Bedenkzeit unterzeichnet. Die dänische Regierung hatte einen Ausschuss von Theologen, Juristen und Historikern die staatliche Anerkennung empfohlen, nachdem Forn Siðr - Asa- og Vanetrosamfundet i Danmark seine vier heidnischen Rituale zur Wende der vier Jahreszeiten festschrieb und offen darlegte. Diese Anerkennung beinhaltet unter anderem das Recht Ehen zu schließen und eigene Friedhöfe einzurichten. Die Anerkennung bringt der Gemeinschaft auch Steuervergünstigungen ein. Die dänische Kirchenministerin Tove Fergo begründete die staatliche Anerkennung damit, dass es falsch wäre die einheimische Religion des Landes nicht anzuerkennen. Es sei nicht Aufgabe ihres Ministeriums zu bewerten, inwiefern die Anhänger des Forn Siðr die Wahrheit verkündeten.

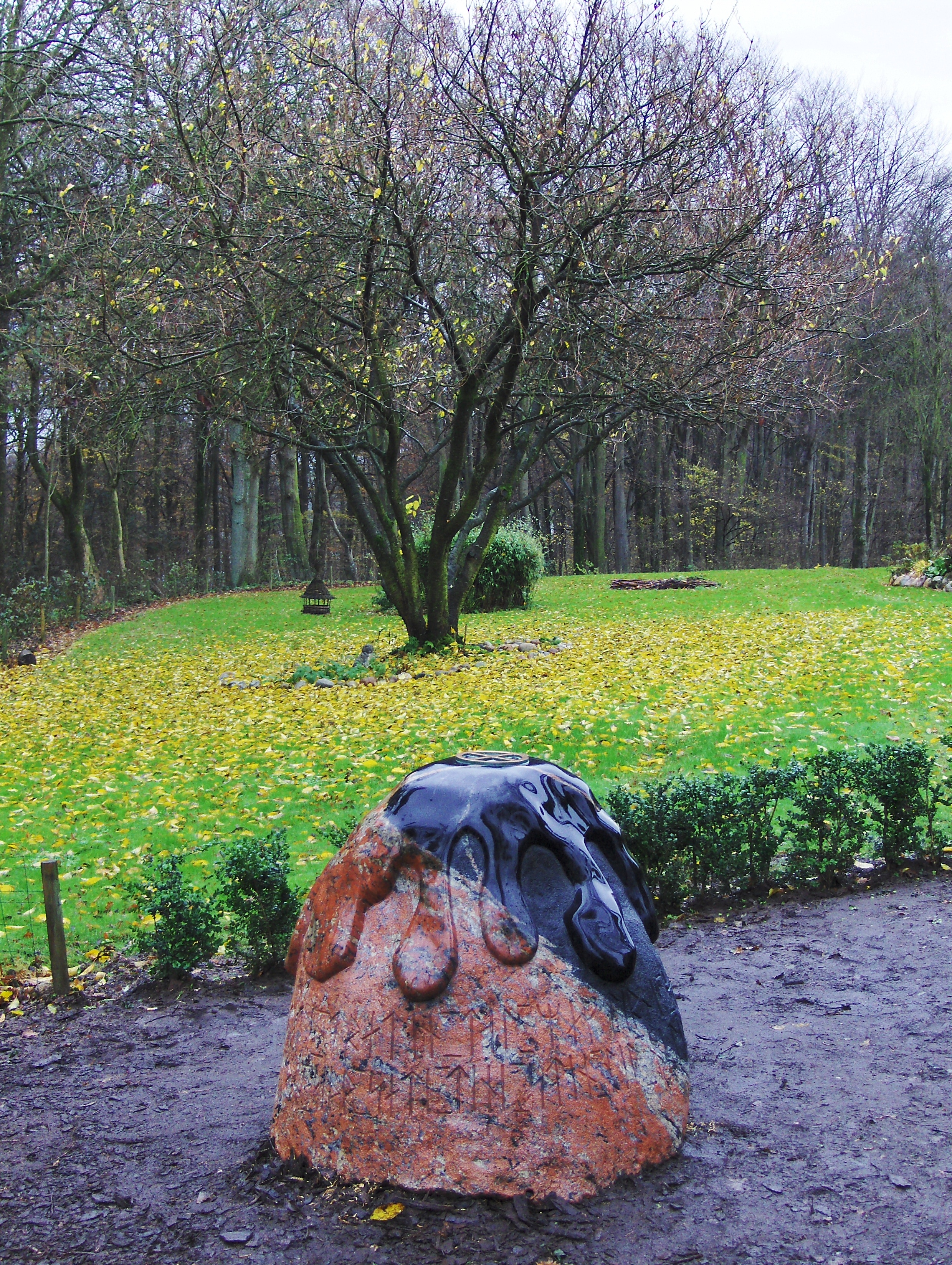
Zum neunjährigen Bestehen von Forn Siðr wurde ein Runenstein gesetzt

## Religion
Die Mitgliederzahl beträgt ca. 800 Personen (Stand 2012). Für seine Mitglieder hält Forn Siðr offizielle Rituale zu den Jahreskreisfesten ab sowie ein jährliches Allthing. Zu den alten Sitten zählt man beispielsweise das Abrollen von Feuerrädern zum Julfest, das Perchtenlaufen, das Anzünden von Osterfeuern und das Feiern des Mittsommerfestes.
Im Jahr 2008 richtete die Religionsgemeinschaft ihre erste eigene Begräbnisstätte auf dem Assistenskirkegården in Odense ein.
Forn Siðr - Asa- og Vanetrosamfundet i Danmark grenzt sich von völkischen und nationalistischen Ideologien ab.

## Interreligiöser Dialog
Forn Siðr - Asa- og Vanetrosamfundet i Danmark ist Mitglied im World Congress of Ethnic Religions (WCER) und unterhält enge Kontakte zu anderen neuheidnischen Organisationen.